# Oh My Venus
Oh My Venus (hangul: 오 마이 비너스; rr: O Mai Bineoseu) é uma série de televisão sul-coreana exibida pela KBS2 de 16 de novembro de 2015 a 5 de janeiro de 2016, estrelada por So Ji-sub e Shin Min-a.

## Enredo
Kim Young-ho é um personal trainer para artistas de Hollywood. Apesar da riqueza de sua família, Young-ho sofreu uma lesão devastador em sua infância. Mas ele acredita que qualquer problema pode ser superado pela paciência e determinação de se ter uma boa saúde.
Kang Joo-eun foi outrora uma ulzzang na adolescência, semifamosa por seu belo rosto e figura invejável. Agora, uma advogada de 33 anos de idade, ela ganhou muito peso desde então. Depois de ser abandonada por seu namorado, Joo-eun contrata Young-ho desafiá-la a dieta e perder peso.
Enquanto eles trabalham em sua transformação física, eles curam as feridas emocionais um do outro e se apaixonam.

## Elenco
- So Ji-sub como Kim Young-ho
- Shin Min-a como Kang Joo-eun
- Jung Gyu-woon como Im Woo-shik
- Yoo In-young como Oh Soo-jin
- Sung Hoon como Jang Joon-sung
- Henry Lau como Kim Ji Woong
- Jin Kyung como Choi Hye-ran
- Jo Eun-ji como Lee Hyun-woo
- Choi Jin-ho como Min Byung-wook

## Classificações
| Episódio | Data de transmissão original | Audiência média    | Audiência média              | Audiência média           | Audiência média              |
| Episódio | Data de transmissão original | Classificação TNmS | Classificação TNmS           | Classificação AGB Nielsen | Classificação AGB Nielsen    |
| Episódio | Data de transmissão original | Em todo o país     | Região Metropolitana de Seul | Em todo o país            | Região Metropolitana de Seul |
| -------- | ---------------------------- | ------------------ | ---------------------------- | ------------------------- | ---------------------------- |
| 1        | 16 de novembro de 2015       | 7.4%               | 8.6%                         | 7.4%                      | 8.1%                         |
| 2        | 17 de novembro de 2015       | 7.0%               | 8.7%                         | 8.2%                      | 9.3%                         |
| 3        | 23 de novembro de 2015       | 7.4%               | 8.7%                         | 8.4%                      | 9.5%                         |
| 4        | 24 de novembro de 2015       | 8.1%               | 9.9%                         | 9.4%                      | 10.5%                        |
| 5        | 30 de novembro de 2015       | 7.1%               | 7.7%                         | 8.8%                      | 9.5%                         |
| 6        | 1 de dezembro de 2015        | 7.9%               | 8.8%                         | 9.7%                      | 10.7%                        |
| 7        | 7 de dezembro de 2015        | 6.6%               | 7.4%                         | 8.2%                      | 8.8%                         |
| 8        | 8 de dezembro de 2015        | 7.0%               | 8.5%                         | 9.4%                      | 10.2%                        |
| 9        | 14 de dezembro de 2015       | 7.2%               | 8.4%                         | 8.7%                      | 9.5%                         |
| 10       | 15 de dezembro de 2015       | 7.4%               | 7.8%                         | 8.9%                      | 9.8%                         |
| 11       | 21 de dezembro de 2015       | 6.5%               | 7.2%                         | 8.4%                      | 9.1%                         |
| 12       | 22 de dezembro de 2015       | 6.7%               | 8.0%                         | 8.6%                      | 9.5%                         |
| 13       | 28 de dezembro de 2015       | 6.7%               | 7.4%                         | 8.7%                      | 8.8%                         |
| 14       | 29 de dezembro de 2015       | 7.5%               | 8.5%                         | 9.9%                      | 10.9%                        |
| 15       | 4 de janeiro de 2016         | 6.7%               | (<7.2)%                      | 8.4%                      | 8.9%                         |
| 16       | 5 de janeiro de 2016         | 7.5%               | 7.4%                         | 8.7%                      | 9.0%                         |
| Média    | Média                        | 7.2%               |                              | 8.7%                      | 9.5%                         |

## Prêmios e indicações
| Ano  | Prêmio                | Categoria                                     | Recipiente             | Resultado |
| ---- | --------------------- | --------------------------------------------- | ---------------------- | --------- |
| 2015 | 29th KBS Drama Awards | Prêmio de excelência em internet, ator        | So Ji-sub              | Venceu    |
| 2015 | 29th KBS Drama Awards | Prêmio de excelência, atriz em uma minissérie | Shin Min-a             | Venceu    |
| 2015 | 29th KBS Drama Awards | Prêmio popularidade, ator                     | So Ji-sub              | Indicado  |
| 2015 | 29th KBS Drama Awards | Prêmio popularidade, atriz                    | Shin Min-a             | Indicado  |
| 2015 | 29th KBS Drama Awards | Prêmio de melhor casal                        | So Ji-sub e Shin Min-a | Venceu    |